# Santa Isabel do Pará
Santa Isabel do Pará est une municipalité brésilienne située dans l'État du Pará.